# Gridino (rejon wożegodzki)
Gridino (ros. Гридино) – wieś (dieriewnia) w Rosji, w obwodzie wołogodzkim, w rejonie wożegodzkim. W 2010 liczyła 149 mieszkańców.